# Sollefteå pastorat
Sollefteå pastorat är ett pastorat inom Svenska kyrkan i Ådalens kontrakt av Härnösands stift som omfattar samtliga församlingar i Sollefteå kommun.  
Pastoratet bildades 2021 genom samgående av:
- Långsele, Graninge och Helgums pastorat
- Sollefteå-Boteå pastorat
- Ådals-Liden, Junsele, Resele och Eds pastorat

samt Ramsele-Edsele församling
Pastoratet omfattar följande församlingar:
- Långsele församling
- Graninge församling
- Helgums församling
- Ramsele-Edsele församling
- Boteå församling
- Multrå-Sånga församling
- Sollefteå församling
- Överlännäs församling
- Eds församling
- Junsele församling
- Resele församling
- Ådals-Lidens församling

Pastoratskod är 100113